# Virtual Server
Virtual Server est un environnement de virtualisation produit par Microsoft qui a pour but la consolidation de systèmes hétérogènes (Windows, Linux, Novell) sur une seule plateforme physique.
Microsoft Virtual Server est une solution de virtualisation qui facilite la création de machines virtuelles sur les systèmes d’exploitation Windows XP et Windows Server 2003. Développé au début par Connectix, il fut acquis par Microsoft avant sa mise sur le marché. Virtual PC est la solution Microsoft de virtualisation adaptée aux stations de travail.
Les machines virtuelles sont créées et gérées à travers une interface basée sur IIS ou un outil client Windows appelé VMRCplus.
En 2013, la version est Microsoft Virtual Server 2008 R2 SP1. Elle inclut le support des systèmes invités Linux, la compression des disques virtuels (Virtual Disk Precompactor) et l'utilisation symétrique de plusieurs processeurs "SMP" (mais pas pour les systèmes hébergés), le support des systèmes hôtes 64 bits (mais pas pour les systèmes hébergés), la possibilité de monter des disques virtuels sur système hôte et le support de nouveaux systèmes d’exploitation notamment Windows Vista. Il fournit aussi un “VSS Writer” (système d’écriture utilisant les clichés instantanés) qui permet d’activer les sauvegardes « à chaud » du système hébergé sur un hôte Windows Server 2003 ou Windows Server 2008. Un utilitaire permettant de monter les images disques au format VHD (Virtual Hard Disk) est aussi fourni.
Virtual Server permet le clustering (c'est-à-dire la bascule de machine virtuelle entre deux serveurs) mais pas la bascule à chaud de machine virtuelle; il supporte l'iSCSI pour accéder à des baies disque SAN ou NAS compatibles, mais pas le multi-pathing. La version 2005 R2 supporte les machines 64 bits (pour le serveur qui héberge les machines virtuelles uniquement, mais pas pour les machines virtuelles elles-mêmes).

## Historique des versions
Le détail des dates de la version initiale de « Microsoft's Virtual Server » sont difficiles à trouver. Cependant, pour le moment, il est connu que Microsoft a acquis une version non publiée de Virtual Server à Connectix en février 2003.
Après l’achat de Connectix par Microsoft, la première édition, Virtual Server 2005, a été disponible en 2 versions : Standard et Enterprise. La version Enterprise prenait en charge plus de processeurs. Le 3 avril 2006, Microsoft a proposé le téléchargement gratuit de « Virtual Server 2005 R2 Enterprise Édition » afin de mieux concurrencer les offres gratuites de VMware et Xen et a arrêté la version Standard.
Microsoft Virtual Server R2 SP1 a ajouté le support de la virtualisation matérielle à la fois pour Intel VT (IVT) et pour AMD Virtualization (AMD-V).

## Les limites
Les limites connues de Virtual Server, en septembre 2007, étaient les suivantes :
- Bien que Virtual Server 2005 R2 fonctionne sur des hôtes possédant des processeurs x64, il ne peut pas accueillir des systèmes invités qui nécessitent des processeurs 64 bits (les systèmes hébergés ne peuvent pas utiliser le 64 bit)[2].
- Il utilise aussi tous les processeurs SMP, mais ne les virtualise pas (c'est-à-dire que les systèmes invités ne peuvent pas utiliser plus d’un CPU chacun)[2].

## Autres solutions de virtualisation
- (en) Oracle VM
- Logiciels Parallels
  - Parallels Server
  - Parallels Server Bare Metal
  - (en) Parallels Server pour Mac
  - (en) Parallels Server pour Mac Bare Metal Edition
- Logiciels VMware
  - VMware Server
  - (en) VMware vSphere
- Xen